# Горчица сарептская
Горчи́ца саре́птская, или Горчица ру́сская, или Горчица си́зая, или Капу́ста сарептская (лат. Brássica júncea) — однолетнее травянистое растение, вид рода Капуста (Brassica) семейства Капустные (Brassicaceae), в диком виде встречается в Сибири и Средней Азии. С ботанической точки зрения наиболее популярный из синонимов — Горчица сарептская — является неправильным, так как Горчицей называется другой род семейства Капустные, однако название закрепилось, в том числе благодаря популярной приправе, которая изготавливается из семян растения.

## Ботаническое описание
Однолетнее травянистое растение.

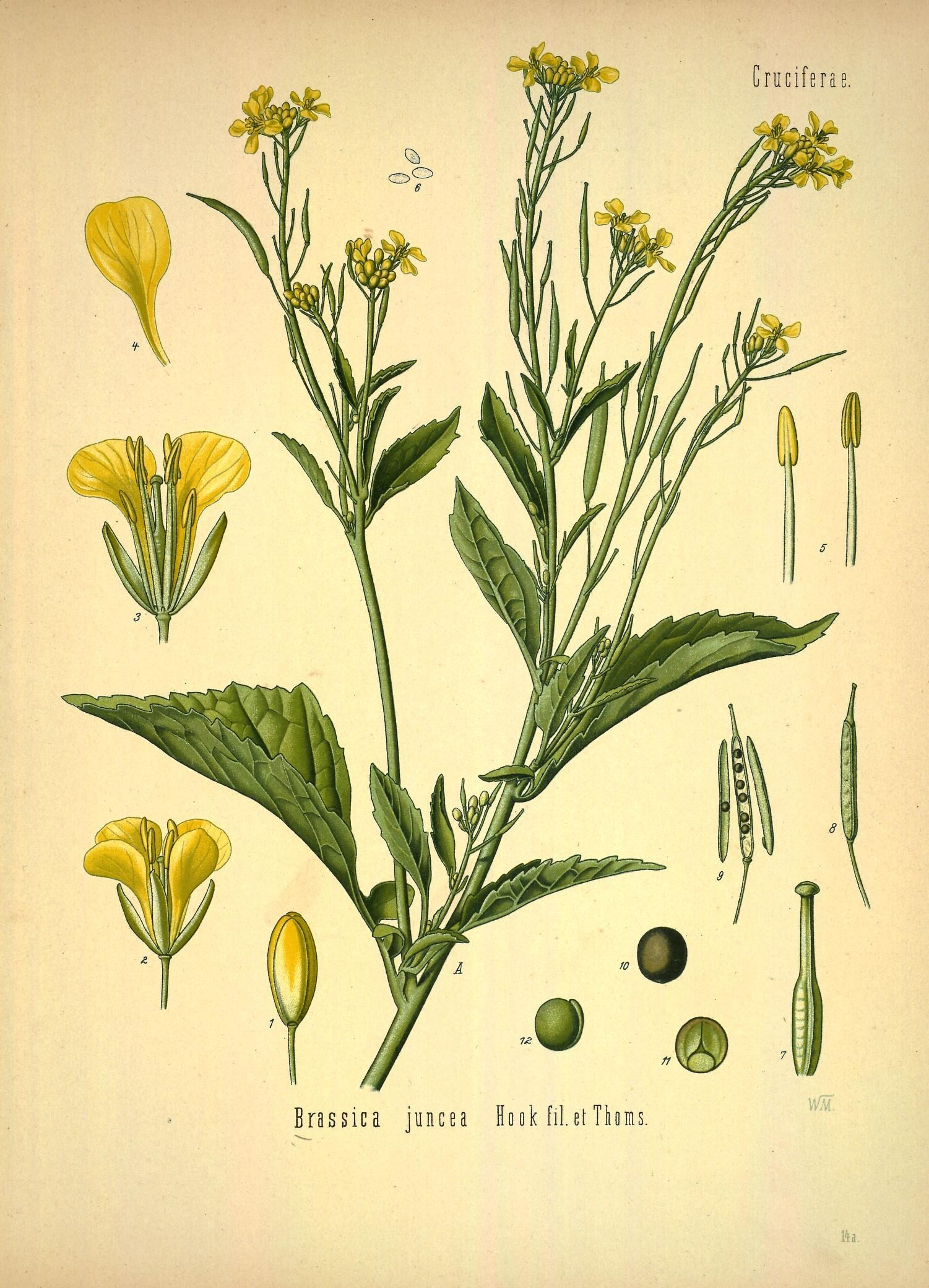

Корень стержневой, проникает на глубину 2—3 метра.
Стебель прямостоячий, у основания ветвистый, голый, высотой 50—150 см.
Нижние листья черешковые, крупные, лировидно-перисто-надрезанные, реже почти цельные или курчаво-перистые, зелёные, опушённые или почти голые; верхние — сидячие или короткочерешковые, верхние цельные, средние по форме приближаются к нижним, сизоватые.
Цветки обоеполые, мелкие, в начале цветения наравне с бутонами, собраны в кистевидные или щитковидные соцветия; лепестки золотисто-жёлтые, отгиб не столь постепенно суживается к ноготку, как у сурепицы, длиннее ноготка. Чашелистики почти горизонтальные. Завязь содержит 12—20 семяпочек. Цветоножка при плодах длиной 8—17 мм, отклонена под углом 45°. Цветёт в апреле — мае.Формула цветка: {\displaystyle \ast K_{4}\;C_{4}\;A_{2+4}\;G_{({\underline {2}})}}
.
Плод — бугорчатый, тонкий, продолговатый, цилиндрический стручок с тонким, шиловидным носиком, составляющим ¼ длины стручка, 7—12 мм длиной, и ясной средней жилкой и боковыми переплетающимися жилками яснее заметными, чем у рапса или сурепицы, длиной 2,5—5 см, вскрывающийся. Семена диаметром 1—1,3 мм, ячеистые, красновато-коричневые или тёмно-бурые, реже жёлтые. Масса 1 000 семян — 2—4 грамма. Плоды созревают в августе.

## Распространение и экология
В диком виде горчица сарептская встречается в степях Южной Сибири, в Средней Азии, а также в Монголии и в Северном Китае. Довольно трудно понять, где она аборигенна, а где одичавшая.

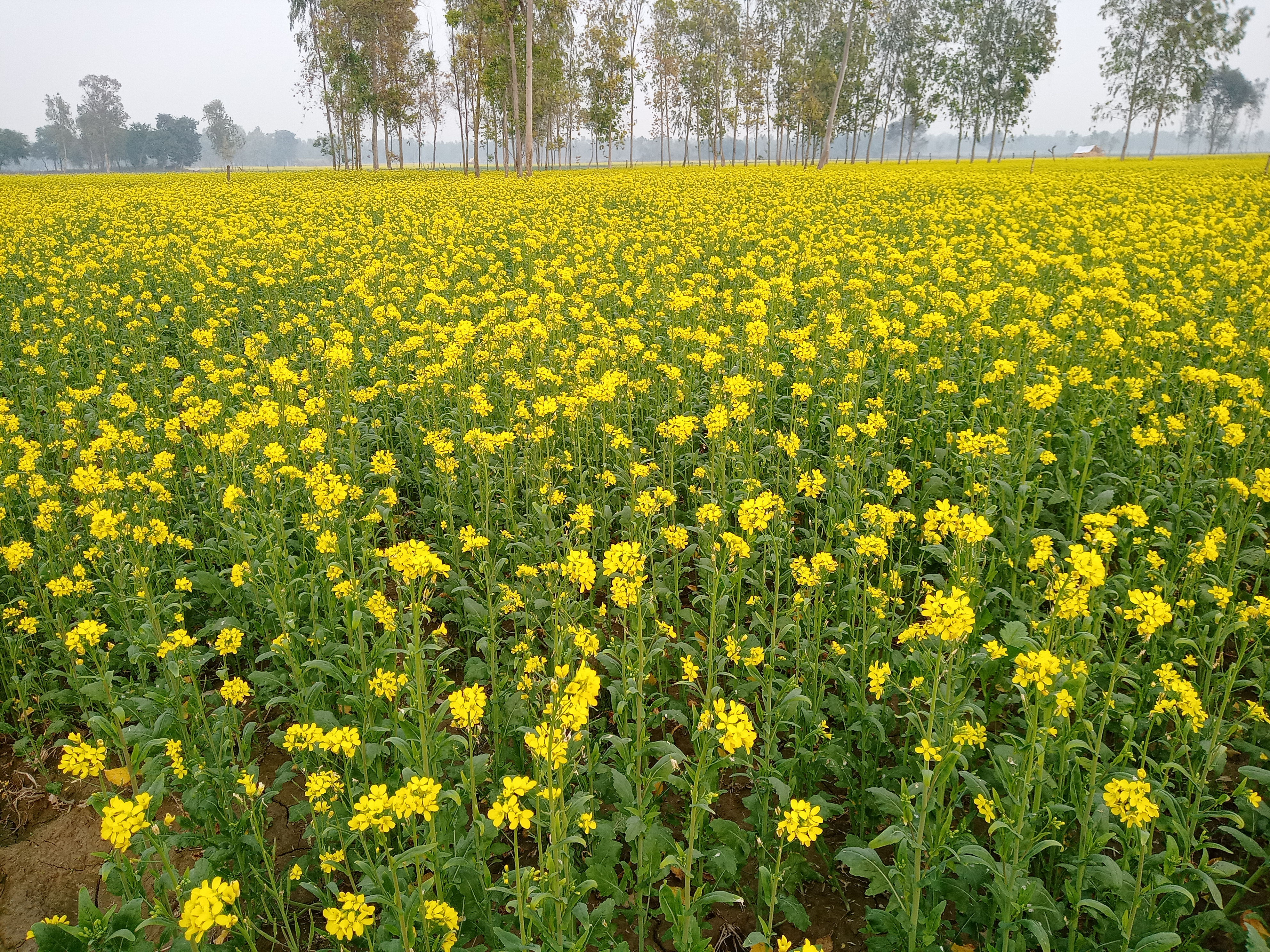
Поле горчицы

Культивируется в Индии, Китае, Индокитае, Малой Азии, Северной Африке, в странах Европы. Индия на сегодняшний день является крупнейшим центром возделывания этой культуры.
В Россию горчица была завезена в Нижнее Поволжье из Азии как сорняк с семенами льна и проса. Но местное население быстро оценило по достоинству масличные свойства этого растения и стало активно его выращивать. Вблизи села Сарепта немецкими переселенцами были засеяны под горчицу огромные площади и в 1810 г. был открыт первый в России горчично-маслобойный завод. Вырабатываемая на нём горчица, получившая название сарептской или русской, высоко ценилась в Европе. В конце XIX — начале XX века два сарептских завода производили 43 000 пудов (688 тонн) масла в год. В начале XXI века Волгоградский горчично-маслобойный завод «Сарепта» в год вырабатывал 13 000 тонн горчичного масла. Сегодня в России горчица, по большей части, культивируется в Волгоградской, Саратовской, Ростовской областях, Ставропольском крае и Западной Сибири.
На других культурах считается сорным растением.
Растение холодостойкое. Горчица сарептская засухоустойчива, нетребовательна к почвам.

## Растительное сырьё

### Химический состав
Семена содержат 0,5—2,89 % эфирного масла, в состав которого входят аллилгорчичное (до 40 %) и кротонилгорчичное (50 %) масла, а также следы сероуглерода и диметилсульфида; 20—49 (25—30)% высококачественного горчичного жирного масла, в состав которого входят эруковая, олеиновая, линоленовая, арахисовая, лагноцериновая, бегеновая, пальмитиновая, линолевая и диоксистеариновая кислоты. В семенах содержатся гликозид синигрин (двойной эфир аллилизотиоцианата с бисульфатом калия и глюкозой) и фермент мирозиназа. Фермент мирозиназа в водной среде и при воздействии температуры расщепляет гликозид на глюкозу, сульфит калия и эфирно-горчичное масло. Листья сарептской горчицы содержат 0,0002 % каротина, 0,056 % аскорбиновой кислоты, до 0,2 % кальция и 0,0002 % железа.

## Применение
Горчица сарептская является одной из важнейших масличных культур.
Хороший медонос.
На пастбище до цветения и в сене поедается свиньями, крупным рогатым скотом и овцами. Молоко коров при поедании значительного количества приобретает неприятный редечный запах и вкус.
Иногда горчицу сарептскую высевают в качестве зелёного удобрения и на корм молочному скоту.

### Применение в кулинарии
Масло горчицы используют в кулинарии, хлебопекарной, кондитерской, консервной, мыловаренной, текстильной, фармацевтической и парфюмерной промышленности, а также как техническое. Горчичное масло предпочитают другим маслам при изготовлении сдобного теста. Для приготовления лучших сортов консервов используют горчичное масло вместо прованского.
Обезжиренный жмых семян используют для приготовления столовой горчицы. Столовая горчица является одной из излюбленных приправ к различным мясным блюдам, гастрономическим изделиям, супам, овощам.
Порошок из размолотых семян горчицы применяют как приправу и ароматизатор к горячим и холодным мясным блюдам, при засолке овощей и консервирования рыбы.
Молодые листья горчицы (преимущественно листовых сортов, богатых аскорбиновой кислотой) используются в свежем виде для салата, как гарнир к мясным и рыбным блюдам. В Китае молодые сочные побеги солят и консервируют.

### Применение в медицине
Порошок из жмыха семян горчицы обладает согревающим действием и идёт на приготовление горчичников, их используют в медицине как согревающее и отвлекающее средство, вызывающее прилив крови и углубляющее дыхание при воспалении лёгких, невралгиях, для рефлекторного воздействия на функцию кровообращения, при гипертонических кризах, угрожающем инсульте, стенокардии. При затяжном хроническом насморке хорошо насыпать сухой порошок горчицы в носки и надеть их на ночь. Горчица не только возбуждает аппетит, но и значительно усиливает выделение желудочного сока. Ещё Пифагор считал, что горчица усиливает память.
В народной медицине семена горчицы использовали как средство, возбуждающее деятельность желудочно-кишечного тракта, как слабительное, успокаивающее.
Горчичное эфирное масло в форме горчичного спирта (2%-процентный спиртовой раствор эфирного масла) употребляли как отвлекающее средство при воспалительных процессах и ревматизме.

## Классификация

### Таксономия[11]
Brassica juncea  (L.) Czern., 1859, Consp. Pl. Charc. : 8
Вид Горчица сарептская относится к роду Капуста (Brassica) семейства Капустные (Brassicaceae) порядка Капустоцветные (Brassicales). Кладограмма в соответствии с Системой APG IV по состоянию на июнь 2023 года:
|  |                                      |  |                                   |                                   |                     |  | ещё 16 семейств | ещё 16 семейств |                    |  |  |  | еще 45 подтвержденных видов и 28 таксонов, ожидающих подтверждения |
|  |                                      |  |                                   |                                   |                     |  | ещё 16 семейств | ещё 16 семейств |                    |  |  |  | еще 45 подтвержденных видов и 28 таксонов, ожидающих подтверждения |
|  |                                      |  |                                   | порядок Капустоцветные            |                     |  |                 |                 | род Капуста        |  |  |  |                                                                    |
|  |                                      |  |                                   | порядок Капустоцветные            |                     |  |                 |                 | род Капуста        |  |  |  |                                                                    |
|  | отдел Цветковые, или Покрытосеменные |  |                                   |                                   | семейство Капустные |  |                 |                 | Горчица сарептская |  |  |  |                                                                    |
|  | отдел Цветковые, или Покрытосеменные |  |                                   |                                   | семейство Капустные |  |                 |                 |                    |  |  |  |                                                                    |
|  |                                      |  | ещё 63 порядка цветковых растений | ещё 63 порядка цветковых растений |                     |  |                 | ещё 354 рода    | ещё 354 рода       |  |  |  |                                                                    |
|  |                                      |  |                                   | ещё 63 порядка цветковых растений |                     |  |                 |                 | ещё 354 рода       |  |  |  |                                                                    |

### Синонимы
В современной систематике наблюдается тенденция к минимизации выделения самостоятельных внутривидовых таксонов (подвиды, разновидности и т. п.) и включение их вместо этого в синонимику основного вида. По этой причине многочисленные ботанические формы горчицы сарептской, которые встречаются в более ранних классификациях, трактуются как устаревшие синонимичные названия.
- Brassica argyi  H.Lév.
- Brassica arvensis var. juncea  Kuntze
- Brassica besseriana  Andrz. ex Trautv.
- Brassica cernua  Matsum.
- Brassica cernua  (Thunb.) F.B.Forbes & Hemsl.
- Brassica cernua var. chirimenna  Makino
- Brassica chenopodiifolia  Sennen & Pau
- Brassica chinensis f. japonica  (Sieb. ex Miq.) M.Hiroe
- Brassica integrifolia  (H.West) Rupr.
- Brassica integrifolia var. timoriana  (DC.) O.E.Schulz
- Brassica japonica  Siebold ex Miq.
- Brassica juncea subsp. integrifolia  (West) Thell.
- Brassica juncea subsp. juncea
- Brassica juncea subsp. napiformis  (Paillieux & Bois) Gladis
- Brassica juncea subsp. rugosa  (Roxb.) Prain
- Brassica juncea subsp. tsatsai  (Mao) Gladis
- Brassica juncea var. aspera  (Prain) O.E.Schulz
- Brassica juncea var. chinensis  (L.) N.Busch
- Brassica juncea var. crassicaulis  Chen & Yang
- Brassica juncea var. crispifolia  L.H.Bailey
- Brassica juncea var. elata  (Prain) O.E.Schulz
- Brassica juncea var. foliosa  L.H.Bailey
- Brassica juncea var. gemmifera  Lee & Lin
- Brassica juncea var. gracilis  Tsen & S.H.Lee
- Brassica juncea var. integrifolia  (Stokes) Sinskaya
- Brassica juncea var. involutus  Yang & Chen
- Brassica juncea var. japonica  (Thunb.) L.H.Bailey
- Brassica juncea var. juncea  –
- Brassica juncea var. laevis  (Prain) O.E.Schulz
- Brassica juncea var. linearifolia  Y.Z.Sun
- Brassica juncea var. longidens  L.H.Bailey
- Brassica juncea var. longipes  Tsen & S.H.Lee
- Brassica juncea var. longipetiolatus  Yang & Chen
- Brassica juncea var. megarrhiza  Tsen & S.H.Lee
- Brassica juncea var. multiceps  Tsen & S.H.Lee
- Brassica juncea var. multisecta  L.H.Bailey
- Brassica juncea var. napiformis  (Pailleux & Bois) Kitam.
- Brassica juncea var. oleifera  Prain
- Brassica juncea var. rugosa  (Roxb.) Kitam.
- Brassica juncea var. strumata  Tsen & S.H.Lee
- Brassica juncea var. subintegrifolia  Sinskaya
- Brassica juncea var. tsatsai  Z.I.Mao
- Brassica juncea var. tumida  Tsen & S.H.Lee
- Brassica lanceolata  Lange
- Brassica lanceolata  Sauv.
- Brassica napiformis  (Paill. & Bois) L.H.Bailey
- Brassica napiformis var. multisecta  A.I.Baranov
- Brassica richerii  Lange
- Brassica rugosa  Prain
- Brassica rugosa  (Roxb.) L.H.Bailey
- Brassica taquetii  H.Lév.
- Brassica urbaniana  O.E.Schulz
- Brassica willdenovii  Boiss.
- Crucifera juncea  E.H.L.Krause
- Raphanus junceus  Crantz
- Rhamphospermum volgense  Andrz. ex Rupr.
- Sinabraca juncea  (L.) G.H.Loos
- Sinapis brassica  L.
- Sinapis cernua  Thunb.
- Sinapis chinensis  L.
- Sinapis chinensis var. integrifolia  Stokes
- Sinapis cuneifolia  Roxb.
- Sinapis integrifolia  H.West
- Sinapis japonica  Thunb.
- Sinapis juncea  L.
- Sinapis juncea var. napiformis  Pailleux & Bois
- Sinapis lanceolata  DC.
- Sinapis oleracea  C.Presl
- Sinapis patens  Roxb.
- Sinapis ramosa  Roxb. ex Flem.
- Sinapis ramosa  Roxb.
- Sinapis rugosa  Roxb.
- Sinapis sinensis  J.F.Gmel.
- Sinapis tenella  Moench
- Sinapis timoriana  DC.